# Pasteur (Buenos Aires)
Pasteur es una localidad argentina del partido de Lincoln, ubicada al noroeste de la provincia de Buenos Aires. Fue fundada por el comerciante español Don Manuel Antonio García. Tercera localidad en importancia por número de habitantes dentro del partido de Lincoln. 
Su economía está directamente relacionada con las actividades agropecuarias de su zona circundante.

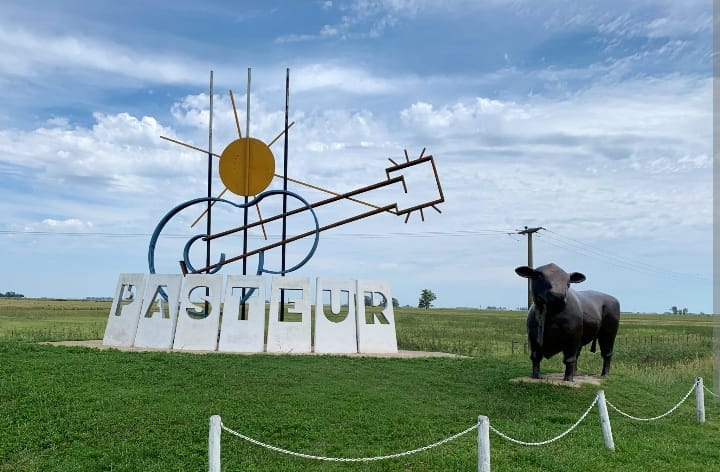
Entrada a Pasteur
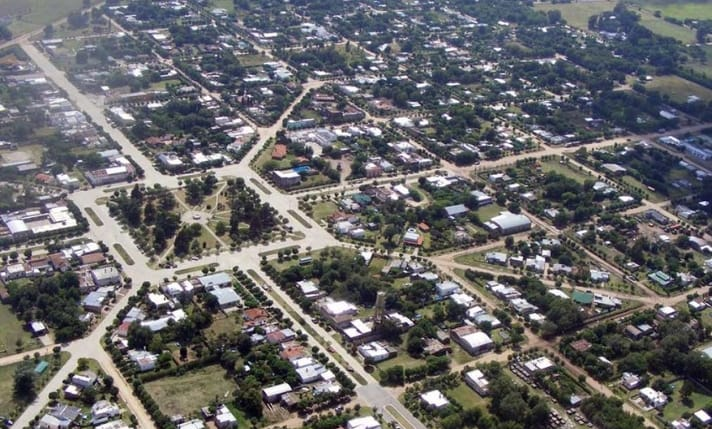
Vista aérea de Pasteur

## Toponimia y orígenes del nombre
Cuentan los antecesores que una tardecita de verano se hallaban en zonas aledañas a Estancia "La Suiza" tres amigos: José Soldati, Carlos Ferraris y Manuel García, observando en la lejanía las pocas y humildes casas levantadas y comenzaron a barajar nombres con el cual podrían bautizar a ese pequeño pueblo. José Soldati y Carlos Ferraris querían darle el nombre de su amigo común y fundador del mismo, pero don Manuel García se negó enérgicamente y decidió que lo llamaría Luis Pasteur, en homenaje al biólogo y químico francés Louis Pasteur (1822-1895); quien descubriera la vacuna anticarbuncosa y antirrábica.

## Inicios de la localidad
El terraplén del ferrocarril se levantó en el año 1909 y el primer tren de pasajeros pasó el 15 de julio de 1910, dato este que nos pone en evidencia que ese acontecimiento, tan cercano a la fundación del pueblo, tal vez fue lo que dio lugar a la llegada de nuevos pobladores a la zona.
En julio del año 1910 fue habilitada la estación ferroviaria en cuyas inmediaciones se asentaron pobladores que se dedicaron a las actividades agropecuarias. En los primeros años no había correo, hacia sus veces la estación de ferrocarril, donde la correspondencia era entregada a sus destinatarios. La primera oficina de correo se instala en el año 1913, su jefe era Antonio Álvarez, quien había sido con anterioridad dueño de un comercio de tienda y almacén en el pueblo. Tampoco había comisaría, los pocos detenidos por las autoridades policiales eran encerrados en los vagones del ferrocarril.
Su zona rural contaba en aquel entonces con 8.000 hectáreas sembradas con trigo, 3000 hectáreas con lino y 2.400 hectáreas con alfalfa. Se albergaban 28.000 cabezas de ganado vacuno, 10.000 lanares, 2.000 porcinos y 3.500 yeguarizos. La zona urbana tenía una población de 1.200 habitantes y si se incluía la zona rural, aumentaba en algunos centenares.
En la década de 1940, la localidad contaba con el Club Social y las sociedades deportivas Pasteur y Ferrocarril Oeste.
El comercio estaba compuesto por almacenes de ramos generales, farmacias, panaderías, surtidores de nafta, acopiadores de cereales y frutos del país, entre otras cosas.
En las tierras circundantes se destacaron las estancias, tambos y las actividades desarrolladas por los agricultores de cereales.

## Primeros comercios
La panadería de Iturmendi, carnicería de José Ramírez, almacén de ramos generales "Sol de Mayo" de don Manuel García, ubicado frente a la plaza, en el local que luego funcionó la Casa Pereda; peluquería de José Sendín, almacén de Antonio Álvarez y el hotel de José Aznarez.
Existía una pulpería "La Golondrina" en el establecimiento "La Experimental."
El taller mecánico de Ledesma y Corbata, la farmacia de Salvio Estévez, la carpintería de Punguiu, este señor vivía en una casa de madera forrada en chapa que estaba ubicada en los terrenos que hoy ocupan la estación de servicio sobre la Avda. Mitre.
El primer médico fue el Dr. Pedro Toscano.

## Instituciones
- Club Atlético Pasteur y Ferro Carril Oeste (CAPyFCO)
- Escuela n.º 22 Louis Pasteur
- Parroquia Nuestra Señora del Carmen
- Registro Civil
- Asociación Española de Socorros Mutuos
- Secundario n.º 7 Mariano Moreno
- Unidad Sanitaria
- Jardín de Infantes n.º 902
- Centro Educativo Complementario n.º 803
- Cuerpo de Bomberos Voluntarios
- Geriátrico Dr. Raúl A. Cabaleiro
- Policía
- Centro de Recursos Múltiples (Estación Ferro Carril)
- Iglesia Evangélica Pentecostal
- Iglesia Evangélica Bautista
- Centro de Jubilados y Pensionados
- Banco de la Provincia de Buenos Aires
- CEREPAST (Centro de Residentes Pasteurenses-Sede Parque Leloir-Ituzaingo)
- Delegación Municipal

## Himno a Pasteur
Suena grande y muy alto su nombre
Bien bizarra su hombría de honor.
Y entre surcos de suelos fecundos
Crecerá nuestra mies con amor.
Don Manuel paladín de la historia
Que esta zona alumbró con virtud
Prometiéndonos tiempos de gloria
En los campos que corre el “ñandú”.
En las tierras de Lincoln se eleva
Una nueva y tenaz población
Que contempla del trigo la estela
Con la fe puesta en buena sazón.
Muy extensa la pampa se extiende
Resistiendo tanta innovación
Y la voz del pasado nos marca:
¡Adelante! Con férrea pasión
Hoy Pasteur se levanta orgulloso
Del progreso que nos traerá el tren.
Los colonos retornan ansiosos
A engrasar las coyundas del buey.
Labrarán sudorosos las tierras
Donde el hombre sembrará de a pie
Olvidando de Europa las guerras
Y esperando la trilla con fe.
Muy extensa la pampa se extiende
Resistiendo nuevo proceder
Y la voz del futuro nos marca:
¡Adelante!... Con fuerza Pasteur 
Música de Adrián Hernández - Letra de Mario E. Paredero

## Juguemos en el mundo
Este es el nombre de la primera película Argentina filmada casi en su totalidad en Pasteur, que se estrenó el 19 de agosto de 1971 con la dirección de María Herminia Avellaneda (nacida en Pasteur) y libro de María Elena Walsh.
Durante el rodaje convivieron con alegría junto a los habitantes del pueblo, artistas como Perla Santalla, Jorge Mayor, Jorge y Aída Luz, Norman Briski, Hugo Caprera, Virginia Lago, Zulema Katz, Héctor Giovine, Aldo Barbero y otros. Estuvo presente una gloria del teatro argentino, Eva Franco, y además participaron varios artistas de la localidad. María Herminia Avellaneda vivió en Pasteur hasta los 7 años de edad, y por esa razón eligió a este pueblo darles vida a los personajes de María Elena Walsh.

## Celebridades
- María Herminia Avellaneda nació aquí.

## Población
Cuenta con 3100 habitantes (censo 2022) , lo que representa un aumento frente a los 1,993 habitantes (Indec, 2001) del censo anterior.

## Estancias de Alrededores
- Estancia y Cabaña Las Lilas.
- Estancia La Leonor
- Estancia San Francisco
- La Experimental
- Santa Herminia, entre otras.
- El Amanecer